# Zita od Bourbon-Parme
Zita od Bourbon-Parme (Zita Maria delle Grazie Adelgonda Micaela Raffaela Gabriella Giuseppina Antonia Luisa Agnese; Camaiore, Italija, 9. svibnja 1892. – Zizers, Švicarska, 14. ožujka 1989.) bila je supruga cara Karla, posljednjeg monarha Austro-Ugarske, posljednja carica Austrije i kraljica Ugarske, uz ostale titule. 
Rođena kao sedamnaesto dijete Roberta I., vojvode od Parme i infante Marije Antónije Portugalske, udala je se 1911. godine za tadašnjeg nadvojvodu Karla Austrijskog. Nakon atentata na nadvojvodu Franza Ferdinanda 1914. godine, nadvojvoda Karlo postao je prijestolonasljednik Austo-Ugarske te je nakon smrti cara Franjo Josipa I. 1916. godine postao car Austrije i kralj Ugarske. Nakon završetka Prvog svjetskog rata 1918. godine, Habsburgovci su bili protjerani te je bivša Austro-Ugarska podijeljena na Austriju, Mađarsku, Čehoslovačku, Jugoslaviju, Rumunjsku i Poljsku. Karlo i Zita otišli su u izgnanstvo u Švicarsku, te ih je Antanta nakon uzaludnih pokušaja restauracije monarhije u Mađarskoj premjestila na Madeiru, gdje je Karlo preminuo 1922. godine. Nakon smrti njezinog supruga, Zita i njen sin Otto bili su simboli jedinstva izgnane dinastije. Podigla je, kao pobožna katolkinja, veliku obitelj na noge, nakon što je postala udovica s 29 godina.

## Životopis
Bila je kći Roberta I., vojvode od Parme i njegove druge supruge infante Marije Antónije Portugalske, preko koje je bila unuka kralja Miguela I. Portugalskog.
Godine 1911. udala se za posljednjeg austrougarskog vladara Karla I. Austrijskog. Okrunjena je s njim 1916.
Nakon Karlove smrti živjela je u Belgiji, a nakon toga u SAD-u kako bi se na kraju smjestili u kanadski Québec u kojem se govori francuski, jezik kojeg su članovi carske obitelji dobro poznavali. Ostavši bez svih primanja iz Europe, carska obitelj je osiromašila. 
Zita se u Europu vratila 1952. godine, u Luksemburg, gdje se brinula za svoju staru majku. Kad je austrijska vlada 1982. godine popustila u sprječavanju ulaska Habsburgovaca u Austriju, bivša carica se nakon šest desetljeća vratila u zemlju. Sljedećih nekoliko godina Zita je nekoliko puta posjetila svoju austrijsku domovinu te se čak pojavljivala na austrijskoj televiziji, gdje je iznijela mišljenje da sin cara Franje Josipa, prijestolonasljednik Rudolf, i njegova ljubavnica, Mary von Vetsera, nisu počinili samoubojstvo, već da su navjerojatnije ubijeni.
Umrla je 1989. godine u 96. godini života u Zizersu, u Švicarskoj. Pokopana je u Carskoj kripti u Beču s ostalim Habsburgovcima.

## Djeca
- Nadvojvoda Otto von Habsburg
- Nadvojvotkinja Adelheid
- Nadvojvoda Robert
- Nadvojvoda Felix
- Nadvojvoda Karl Ludwig
- Nadvojvoda Rudolf
- Nadvojvotkinja Charlotte
- Nadvojvotkinja Elisabeth

## Štovanje
Godine 2008. pokrenut je postupak za njeno proglašenje blaženom.